# 260 p.n.e.
| [ Edytuj tabelę ] |                                                                        |
| Król Bitynii      | - 279 p.n.e. Nikomedes I 250 p.n.e.                                    |
| Władca Chin       | - 315 p.n.e. Nanwang 256 p.n.e.                                        |
| Król Cyreny       | - 276 p.n.e. Magas 250 p.n.e.                                          |
| Władca Egiptu     | - 285 p.n.e. Ptolemeusz II 246 p.n.e.                                  |
| Król Epiru        | - 272 p.n.e. Aleksander II 255 p.n.e.                                  |
| Król Ilirii       | - 260 p.n.e. Pleuratos II 250 p.n.e.                                   |
| Król Magadhy      | - 273 p.n.e. Aśoka 232 p.n.e.                                          |
| Król Macedonii    | - 277 p.n.e. Antygon II Gonatas 239 p.n.e.                             |
| Władca Pergamonu  | - 262 p.n.e. Eumenes I 241 p.n.e.                                      |
| Król Pontu        | - 266 p.n.e. Ariobarzanes 256 p.n.e.                                   |
| Władca Seleucydów | - 261 p.n.e. Antioch II Theos 246 p.n.e.                               |
| Król Sparty       | - 262 p.n.e. Arajos II 254 p.n.e. - 275 p.n.e. Eudamidas II 244 p.n.e. |
| Tyran Syrakuz     | - 275 p.n.e. Hieron II 215 p.n.e.                                      |

Rok 260 p.n.e.
stulecia: IV wiek p.n.e. ~
III wiek p.n.e. ~
II wiek p.n.e.

lata: 270 p.n.e. «
264 p.n.e. «
263 p.n.e. «
262 p.n.e. «
261 p.n.e. «
260 p.n.e. »
259 p.n.e. »
258 p.n.e. »
257 p.n.e. »
256 p.n.e. »
250 p.n.e.

## Wydarzenia
- początek II wojny syryjskiej między Ptolemeuszem II a Antiochem II
- Zwycięstwo floty rzymskiej nad kartagińską pod Mylae w czasie I wojny punickiej
- W Rzymie 17 sierpnia nastąpiło otwarcie świątyni Janusa ufundowanej przez Gajusza Duiliusza; jej resztki znajdują się w pobliżu teatru Marcellusa z I wieku n.e.
- Kalinga, drawidyjskie państwo na terenie obecnego indyjskiego stanu Orisa, została podbita przez króla Aśokę

## Urodzili się
- Qin Shi Huang, cesarz chiński